# Promesse du ciel
Pour plus de détails, voir Fiche technique et Distribution.
Promesse du ciel (Небеса обетованные, Nebessa obietovannye) est un film soviétique réalisé par Eldar Riazanov, sorti en 1991.

## Synopsis
Le film se déroule au crépuscule de l'URSS, en pleins bouleversements économiques et sociaux. Un groupe de vagabonds est installé dans une décharge, près d'une gare non loin de Moscou. À cause de toute sorte de raisons, ces personnes ont perdu leur emploi, leur maison, leurs proches et habitent là. Ce sont Anthemia, artiste talentueuse, son frère Fiodor Elistratov, qui a subi autrefois les foudres du régime stalinien, Solomon, un ancien ingénieur qui a perdu son travail car sa famille a émigré en Israël, et Katia, femme de ménage, chassée de chez elle par son fils alcoolique. Le chef de cette petite bande est appelé « le président »; c'est Dmitri Loguinov, un ancien du parti communiste, qui comme son ami Fiodor a subi la prison sous Staline quarante ans auparavant. 
Une nuit, le président fait part à ses amis d'une incroyable nouvelle. Il déclare être en contact avec des extraterrestres qui lui ont promis de l'amener lui et ses amis dans leur planète où règnent le bonheur, la joie et la paix. À l'heure dite du départ, le signal sera la tombée d'une neige bleue. 
Nos amis se préparent donc pour un long voyage, mais les autorités locales décident de supprimer la décharge afin d'y mettre une usine. Le président et ses amis tentent de protéger leur refuge, mais les autorités sont prêtes à tout.  
Une nuit d'hiver, de la neige bleue commence à tomber, c'est le signal ! Les vagabonds partent à la recherche des extraterrestres, mais ils tombent nez à nez avec un escadron de policiers avec des bulldozers pour détruire le campement. Les pauvres vagabonds se retrouvent dans un train qui décolle vers de meilleurs cieux.

## Fiche technique
- Titre original : Небеса обетованные, Nebessa obietovannye
- Titre français : Promesse du ciel
- Réalisation : Eldar Riazanov
- Scénario : Eldar Riazanov et Henrietta Altman
- Costumes : Irina Ginno
- Photographie : Leonid Kalachnikov
- Montage : Valeria Belova
- Musique : Andreï Petrov
- Pays d'origine : URSS
- Format : Couleurs - 35 mm - 1,37:1
- Genre : comédie dramatique
- Durée : 125 minutes
- Dates de sortie : 1991

## Distribution
- Lia Akhedjakova : Fima
- Olga Volkova : Katia Ivanova
- Valentin Gaft : le président
- Leonid Bronevoï : Banzaï, le colonel
- Oleg Bassilachvili : l'ami du président
- Svetlana Nemoliaïeva : l'ex-femme du président
- Natalia Goundareva : Louska
- Roman Kartsev : Solomon
- Maria Vinogradova : vieille mendiante
- Alexandre Pankratov-Tcherny : Sidorchuk, employé d'une entreprise américaine

## Distinctions

### Récompenses
- 5e cérémonie des Nika : Nika du meilleur film, du meilleur réalisateur, du meilleur acteur dans un second rôle, de la meilleure musique, du meilleur son et de la meilleure direction artistique.